# Sean Douglas
Sean Douglas (* 8. Mai 1972 in Auckland) ist ein ehemaliger neuseeländischer Fußballspieler, der bis 2001 für die Neuseeländische Fußballnationalmannschaft aktiv war. Im Jahr 2007 gewann er mit Auckland City die neuseeländische Meisterschaft.

## Karriere
Douglas begann seine Karriere bei den Tyrwhitt Soccertier 1994. Im gleichen Jahr wechselte er nach Dänemark zu Lyngby BK, wo er bis 1995 spielte. Anschließend kehrte er in sein Heimatland zu den Gippsland Falcons zurück. 1997 unterschrieb er einen Vertrag bei Charlton SC, wo er bis zur Auflösung des Clubs 2001 84 Spiele absolvierte. Es folgten Engagements bei den Football Kingz, Waitakere United und Auckland City FC, wo er die Meisterschaft 2007 gewinnen konnte. Im Sommer 2007 wechselte er zum Team Wellington. Im Jahr 2008 beendete er dort seine aktive Laufbahn.
Mit der Neuseeländischen Fußballnationalmannschaft konnte Douglas 1998 den OFC-Nationen-Pokal gewinnen. Insgesamt bestritt er zwischen 2000 und 2001 24 Länderspiele.

## Erfolge
- OFC-Nationen-Pokal: 1998
- Neuseeländische Meisterschaft: 2007